# Ozero Slobodskoje (sjö i Belarus, Vitsebsks voblast)
Ozero Slobodskoje (ryska: Озеро Слободское) är en sjö i Belarus.   Den ligger i voblasten Vitsebsks voblast, i den norra delen av landet, 170 km nordost om huvudstaden Minsk. Ozero Slobodskoje ligger 121 meter över havet. Arean är 0,59 kvadratkilometer. Den sträcker sig 2,4 kilometer i nord-sydlig riktning, och 0,6 kilometer i öst-västlig riktning.
Omgivningarna runt Ozero Slobodskoje är en mosaik av jordbruksmark och naturlig växtlighet. Runt Ozero Slobodskoje är det glesbefolkat, med 18 invånare per kvadratkilometer.